# Unité urbaine de Fresnay-sur-Sarthe
L'unité urbaine de Fresnay-sur-Sarthe est une unité urbaine française qui fait partie du département de la Sarthe et de la région Pays de la Loire.

## Données générales
En 2010, selon l'Insee, l'unité urbaine de Fresnay-sur-Sarthe était composée de deux communes, toutes les deux situées dans le département de la Sarthe, plus précisément dans l'arrondissement de Mamers.
Dans le nouveau zonage de 2020, le périmètre est identique en nombre de communes. Cependant, le 1er janvier 2019, la commune de Fresnay-sur-Sarthe s'était agrandie en fusionnant avec les communes de Coulombiers et Saint-Germain-sur-Sarthe, pour constituer la commune nouvelle de Fresnay-sur-Sarthe.

## Composition 2020 de l'unité urbaine
Elle est composée des deux communes suivantes :
| Nom                               | Code Insee | Département | Statut       | Superficie (km2) | Population (dernière pop. légale) | Densité (hab./km2) | Modifier                                    |
| --------------------------------- | ---------- | ----------- | ------------ | ---------------- | --------------------------------- | ------------------ | ------------------------------------------- |
| Fresnay-sur-Sarthe (ville-centre) | 72138      | Sarthe      | ville-centre | 29,20            | 2 909 (2022)                      | 100                | modifier les données · modifier les données |
| Saint-Aubin-de-Locquenay          | 72266      | Sarthe      | banlieue     | 17,31            | 764 (2022)                        | 44                 | modifier les données · modifier les données |

## Évolution démographique
| 1968  | 1975  | 1982  | 1990  | 1999  | 2006  | 2011  | 2016  | 2022  |
| ----- | ----- | ----- | ----- | ----- | ----- | ----- | ----- | ----- |
| 4 009 | 4 187 | 4 140 | 3 900 | 3 780 | 3 804 | 3 837 | 3 695 | 3 673 |

## Pour approfondir

#### Données générales
- Unité urbaine en France
- Aire d'attraction d'une ville
- Liste des unités urbaines de France

#### Données démographiques en rapport avec l'unité urbaine de Fresnay-sur-Sarthe
- Aire d'attraction d'Alençon
- Arrondissement de Mamers

#### Données démographiques en rapport avec la Sarthe
- Démographie de la Sarthe